# Harvey Sachs
Harvey Sachs est un musicologue américano-canadien né le 8 juin 1946 à Cleveland, aux États-Unis,.
Ancien chef d'orchestre, Sachs est par la suite devenu musicologue et historien musical. Il écrit dans les années 1990 une biographie d'Arthur Rubinstein  pour laquelle il bénéficie de l'aide précieuse de la famille du pianiste polonais ainsi que de celle Annabelle Whitestone - sa dernière maitresse. 